# Margarya
Margarya is een geslacht van weekdieren uit de klasse van de Gastropoda (slakken).

## Soorten
- Margarya francheti (Mabille, 1886)
- Margarya melanioides G. Nevill, 1877
- Margarya monodi Dautzenberg & H. Fischer, 1905
- Margarya oxytropoides (Heude, 1889)